# Juan Manuel García (futbolista argentino)
Juan Manuel García (Tandil, Provincia de Buenos Aires, Argentina; 14 de noviembre de 1992) es un futbolista argentino. Juega como delantero y su primer equipo fue Banfield. Actualmente se encuentra en Newell's Old Boys de la Liga Profesional.

## Trayectoria

### Banfield
Hizo infantiles en Gimnasia y Esgrima La Plata, Independiente y Santamarina de Tandil, para luego sumarse a las inferiores de Banfield, donde fue goleador y capitán. Debutó en la Primera B Nacional de la mano de Daniel Garnero a los 20 años, en diciembre del 2012 durante la victoria del Taladro frente a Crucero del Norte. Pero luego perdió terreno y fue cedido a Brown de Adrogué.

### Brown de Adrogué
Allí jugó algunos partidos en la Primera B Nacional y luego del descenso ganó continuidad y terminó siendo el gran artífice del ascenso al año siguiente. A los 49 minutos del segundo tiempo, Juan Manuel García anotó el 2-1 en un córner para que su equipo derrote 2-1 a Deportivo Morón y se consagre campeón de la Primera B Metropolitana.

### San Martín de San Juan
En 2016 le llega la oportunidad de jugar en un equipo de Primera División, dado que San Martín de San Juan lo contrató por un año y medio. Sin embargo, luego de un semestre donde apenas sumó algunos minutos por Copa Argentina, decide rescindir su vínculo.

### Vuelta a Brown
Tras su fugaz paso por San Martín de San Juan, el delantero vuelve a vestir la camiseta de Brown de Adrogué, a préstamo por un año. Durante ese período tuvo una gran temporada marcando 13 goles en 40 partidos.

## Clubes
- Actualizado al 17 de agosto de 2025

| Club                      | Div.                | Temporada           | Liga | Liga | Copa Nacional | Copa Nacional | Copa Internacional | Copa Internacional | Total | Total |
| Club                      | Div.                | Temporada           | PJ   | G    | PJ            | G             | PJ                 | G                  | PJ    | G     |
| ------------------------- | ------------------- | ------------------- | ---- | ---- | ------------- | ------------- | ------------------ | ------------------ | ----- | ----- |
| Banfield Argentina        | 2.ª                 | 2012/13             | 3    | 0    | 0             | 0             | -                  | -                  | 3     | 0     |
| Banfield Argentina        | Total               | Total               | 3    | 0    | 0             | 0             | -                  | -                  | 3     | 0     |
| Brown (A) Argentina       | 2.ª                 | 2013/14             | 18   | 1    | 2             | 2             | -                  | -                  | 20    | 3     |
| Brown (A) Argentina       | 3.ª                 | 2014                | 18   | 1    | -             | -             | -                  | -                  | 18    | 1     |
| Brown (A) Argentina       | 3.ª                 | 2015                | 37   | 11   | 0             | 0             | -                  | -                  | 37    | 11    |
| Brown (A) Argentina       | 2.ª                 | 2016/17             | 39   | 13   | 1             | 0             | -                  | -                  | 40    | 13    |
| Brown (A) Argentina       | Total               | Total               | 112  | 26   | 3             | 2             | -                  | -                  | 115   | 28    |
| San Martín (SJ) Argentina | 1.ª                 | 2016                | 0    | 0    | 1             | 0             | -                  | -                  | 1     | 0     |
| San Martín (SJ) Argentina | Total               | Total               | 0    | 0    | 1             | 0             | -                  | -                  | 1     | 0     |
| Ferro Argentina           | 2.ª                 | 2017/18             | 17   | 1    | 0             | 0             | -                  | -                  | 17    | 1     |
| Ferro Argentina           | Total               | Total               | 17   | 1    | 0             | 0             | -                  | -                  | 17    | 1     |
| Arsenal Argentina         | 2.ª                 | 2018/19             | 9    | 5    | -             | -             | -                  | -                  | 9     | 5     |
| Arsenal Argentina         | 1.ª                 | 2019/20             | 19   | 4    | 2             | 1             | -                  | -                  | 21    | 5     |
| Arsenal Argentina         | Total               | Total               | 28   | 9    | 2             | 1             | -                  | -                  | 30    | 10    |
| Unión Argentina           | 1.ª                 | 2020                | -    | -    | 9             | 4             | 4                  | 0                  | 13    | 4     |
| Unión Argentina           | 1.ª                 | 2021                | 24   | 7    | 12            | 4             | -                  | -                  | 36    | 11    |
| Unión Argentina           | Total               | Total               | 24   | 7    | 21            | 8             | 4                  | 0                  | 49    | 15    |
| Newell's Argentina        | 1.ª                 | 2022                | 24   | 5    | 14            | 4             | -                  | -                  | 38    | 9     |
| Newell's Argentina        | 1.ª                 | 2024                | 15   | 3    | -             | -             | -                  | -                  | 15    | 3     |
| Newell's Argentina        | 1.ª                 | 2025                | 12   | 0    | 3             | 0             | -                  | -                  | 15    | 0     |
| Newell's Argentina        | Total               | Total               | 51   | 8    | 17            | 4             | -                  | -                  | 68    | 12    |
| Huracán Argentina         | 1.ª                 | 2023                | 20   | 1    | 0             | 0             | 6                  | 0                  | 26    | 1     |
| Huracán Argentina         | Total               | Total               | 20   | 1    | 0             | 0             | 6                  | 0                  | 26    | 1     |
| Volos NFC · Grecia        | 1.ª                 | 2023/24             | 27   | 9    | 3             | 2             | -                  | -                  | 30    | 11    |
| Volos NFC · Grecia        | Total               | Total               | 27   | 9    | 3             | 2             | -                  | -                  | 30    | 11    |
| Total en su carrera       | Total en su carrera | Total en su carrera | 282  | 62   | 47            | 17            | 10                 | 0                  | 339   | 79    |

## Palmarés

### Campeonatos nacionales
| Título                  | Club               | País      | Año  |
| ----------------------- | ------------------ | --------- | ---- |
| Primera B Metropolitana | Brown de Adrogué   | Argentina | 2015 |
| Primera B Nacional      | Arsenal de Sarandí | Argentina | 2019 |